# Spikklubbestarr
Spikklubbestarr (Carex grayi) tillhör släktet starrar och familjen halvgräs. Dess blad är tio till tolv mm breda och är gröna så gott som året om. De gröngula till bruna axen har formen likt en spikklubba, därav namnet, och fröna finns kvar i sina kapslar hela vintern. Spikklubbestarr blir 60 till 90 cm höga och blommar från maj till oktober med gröna blommor. Används både i färsk och torkad form, bland annat i blombuketter.

## Utbredning
Spikklubbestarr växer inte vild i norra Europa, dess ursprungliga växtplats är våtmarker i den östra delen av Nordamerika.
- Wikimedia Commons har media som rör Spikklubbestarr.